# 上巴鲁
上巴鲁是巴西巴伊亚州的一个市镇。总面积425.75平方公里，总人口13040人，人口密度30.6人/平方公里。